# Ayşegül Pehlivanlar
Ayşegül Pehlivanlar (5 de diciembre de 1979) es una deportista turca que compitió en tiro adaptado. Ganó dos medallas en los Juegos Paralímpicos de Verano, bronce en Río de Janeiro 2016 y plata en Tokio 2020.

## Palmarés internacional
| Juegos Paralímpicos | Juegos Paralímpicos     | Juegos Paralímpicos | Juegos Paralímpicos      |
| Año                 | Lugar                   | Medalla             | Prueba                   |
| ------------------- | ----------------------- | ------------------- | ------------------------ |
| 2016                | Río de Janeiro (Brasil) | Medalla de bronce   | Pistola de aire 10 m SH1 |
| 2020                | Tokio (Japón)           | Medalla de plata    | Pistola de aire 10 m SH1 |